# Maullín
Maullín és una ciutat de Xile, es troba a la regió de Los Lagos. El 2017 tenia 14.216 habitants.
L'assentament documentat més antic de la vila correspon a la població de Carelmapu, que data de 1603, mentre que en el cas de la ciutat de Maullín hi ha certa controvèrsia sobre l'any de la fundació, atès que hi ha diferents versions que la daten entre els anys 1560 i 1620. Juntament amb la veïna ciutat de Calbuco, són els assentaments urbans més antics de la província de Llanquihue, i comparteixen vincles històrics amb la veïna província de Chiloé, a la qual pertanyeren fins al 1861.